# Bud Ekins
James Sherwin "Bud" Ekins (Hollywood, 11 de maio de 1930 — Los Angeles, 6 de outubro de 2007) foi um dublê norte-americano, considerado um dos mais bem-sucedidos da história cinematográfica.